# Петропавловка (Молдова)
Петропавловка (рум. Petropavlovca) — село у Синжерейському районі Молдови. Входить до складу комуни, адміністративним центром якої є село Грігореука.

## Населення
За даними перепису населення 2004 року у селі проживали 273 особи.
Національний склад населення села:
| Національність       | Кількість осіб | Відсоток |
| -------------------- | -------------- | -------- |
| українці             | 195            | 71,4%    |
| молдавани            | 62             | 22,7%    |
| росіяни              | 12             | 4,4%     |
| поляки               | 2              | 0,7%     |
| болгари              | 1              | 0,4%     |
| інша / без відповіді | 1              | 0,4%     |
| Всього               | 273            | 100%     |